# بلوس مندس
بلوس مندس یا بولوس مندس یا بولوس ماندایی (قرن سوم قبل از میلاد)؛ فیلسوف و متفکر برجسته اهل یونان باستان، و یکی از نویسندگان نئو فیثاغورسی فعال در زمینه علوم خفیه و همینطور در عرصهٔ علوم پزشکی بود. وی برای مدتها در دودمان بطلمیوسی (بطالسه) در مصر کار می‌کرد.
در کتاب سودا و و همینطور مجموعهٔ یودوشیا Eudocia (یودوشیای پرنس یا شاهزاده) که بعد از دوران او تألیف شده‌اند، از یک فیلسوف ماندایی پیرو مکتب فیثاغوری در مصر یاد شده که تألیفات ارزنده‌ای در عرصهٔ نجوم و اخترشناسی داشته و پیرامون برخی پدیده‌های بغرنج و لاینحل نجومی، توجیهات معقول و راه حلهای قوی ارائه داده است. در عین حال، در کتاب سودا همچنین شرح داده شده که بولوس مندایی از فلاسفهٔ پیرو مکتب دموکریتوس بود که تحقیق و بررسی کاملی دربارهٔ مقوله‌ای که در بحث هنر پزشکی می‌گنجید، تحریر نمود و این نوشتهٔ بولوس مشتمل بر راههای طبیعی درمان بود که از برخی از منابع طبیعت قابل استحصال بودند. با این وجود بعدها لوسیوس جونیوس مودراتوس کولومللا نشان داده که بولوس مندس اخترشناس و بولوس مندایی پیرو دموکریت در اصل یک شخص واحد بوده است که به نظر می‌رسد پس از زمان تئوفراستوس حیات داشته و همانند او بر روی خواص دارویی و درمانی گیاهان و دیگر موضوعات شناخته شده مرتبط بدان تحقیق و تتبع می کرده است.
باید دانست که وجه علمی و پزشکی در تتبعات بولوس مندایی به مراتب قویتر از وجوه شبه علم در کارنامه تالیفاتی اوست.